# Драфт НБА 1970

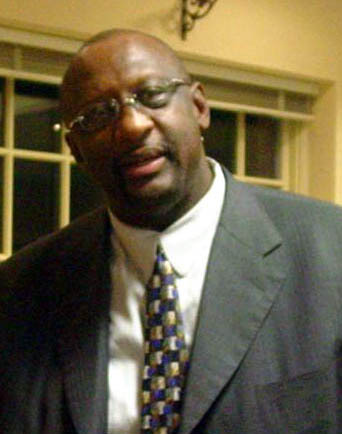
Детройт Пістонс вибрали Боба Леньє під першим загальним номером.

Драфт НБА 1971 року відбувся 23 березня. 17 команд Національної баскетбольної асоціації (НБА) по черзі вибирали найкращих випускників коледжів, а також інших кандидатів, офіційно зареєстрованих для участі в драфті, зокрема іноземців. Гравець, який завершував четвертий рік у коледжі отримував право на участь у драфті. Перші два права вибору належали командам, які посіли останні місця у своїх конференціях, а їхній порядок визначало підкидання монети. Детройт Пістонс виграли підкидання монети і отримали перший загальний драфт-пік, а Сан-Дієго Рокетс - другий. Решту драфт-піків першого раунду команди дістали у зворотньому порядку до їхнього співвідношення перемог до поразок у сезоні 1969–1970. Три команди розширення, Баффало Брейвз, Клівленд Кавальєрс і Портленд Трейл-Блейзерс, вперше взяли участь у драфті НБА. Їм дали 7-ме, 8-ме і 9-те право вибору в кожному раунді. В першому раунді Кавальєрс мали сьоме право вибору, а Блейзерс і Брейвз - восьме і дев'яте відповідно. У наступних раундах Кавальєрс і Брейвз поміняли черговість вибору, тоді як Блейзерс зберігали восьме право впродовж усього драфту. Драфт складався з 19-ти раундів, на яких вибирали 239 гравців. Серед усіх драфтів НБА він утримує рекорд за кількістю обраних перспективних гравців.

## Нотатки щодо виборів на драфті і кар'єр деяких гравців
Детройт Пістонс під першим загальним номером вибрав Боба Леньє з Університету Сейнт-Бонавенче. Руді Том'янович з Мічиганського університету і Піт Маравіч з Державного університету Луїзіани обрані під другим і третім номером відповідно. Четвертий драфт-пік Дейв Коуенс з Державного університету Флориди і восьмий драфт-пік Джефф Пітрі з Університету Принстона у свій перший сезон поділили звання новачка року. Шестеро гравців з цього драфту, Леньє, Маравіч, Коуенс, 18-й номер Келвін Мерфі, 19-й номер Нейт Арчібальд і 122-й драфт-пік Ден Іссел, введені до Зали слави. Маравіч, Коуенс і Арчібальд також обрані до списку 50 найвизначніших гравців в історії НБА, оголошеного 1996 року до 50-річчя ліги. Маравіч чотири рази потрапляв до Збірної всіх зірок і п'ять разів - на Матч всіх зірок. Коуенс двічі ставав чемпіоном НБА в складі Бостон Селтікс у сезоні 1973–1974 і 1975–1976, один раз виграв звання найціннішого гравця в сезоні 1972–1973 і тричі потрапляв до Збірної всіх зірок НБА, а також сім разів на Матч всіх зірок. Арчібальд один раз став чемпіоном НБА в складі Селтікс у сезоні 1980–1981, а також п'ять разів потрапляв до складу Збірної всіх зірок НБА і шість разів - на Матч всіх зірок. Lanier і Murphy потрапляли на Матч всіх зірок вісім і один раз відповідно. Ден Іссел спочатку вибрав гру в Американській баскетбольній асоціації (АБА) в складі Кентуккі Колонелз. Він шість сезонів грав у АБА, а потім перейшов до Денвер Наггетс під час злиття АБА і НБА. Його п'ять разів обирали до Збірної всіх зірок АБА, шість - на Матч усіх зірок АБА і один - на Матч усіх зірок НБА.
Ренді Сміт, якого Детройт Пістонс обрав під 205-м номером, не грав у лізі до сезону 1971–1972, після того, як його на драфті 1971 обрав Баффало Брейвз під 104-м номером. Він потрапляв і до Збірної всіх зірок НБА і на Матч всіх зірок. Том'яновича під час кар'єри обирали на п'ять Матчів усіх зірок. Чарлі Скотт, 106-й номер вибору, спочатку вибрав гру в АБА в складі Вірджинія Скваєрс, а потім перейшов у НБА в сезоні 1971–1972. Його двічі обирали до Збірної всіх зірок АБА, двічі - на Матч всіх зірок АБА і тричі - на Матч всіх зірок НБА. Троє інших гравців з цього драфту, 5-й вибір Сем Лейсі, 7-й Джон Джонсон і 8-й Джефф Пітрі, також потрапляли принаймні на один Матч всіх зірок.
Драфт 1970 року вважають одним із найкращих в історії НБА, він приніс сім членів Зали слави і дванадцять учасників Матчу всіх зірок. Троє з чотирьох перших номерів вибору увійшли в Залу слави і семеро з восьми перших номерів вибору взяли участь принаймні в одному Матчі всіх зірок. Крім того, на цьому драфті вперше дозволили взяти участь іноземним гравцям, які ніколи не грали за команди американських середніх шкіл і коледжів. У 10-му і 11-му раундах Атланта Гокс вибрала мексиканця Мануеля Рагу та італійця Діно Менегіна; обидва на той момент грали в чемпіонаті Італії. Вони стали першими іноземними гравцями, обраними на драфті НБА. Проте, жоден з них не грав у лізі, оскільки Гокс не мали 35,000 доларів, щоб заплатити за контракти їхнім командам. Міжнародна федерація баскетболу (FIBA) ввела Менегіна, який 28 сезонів грав у Італії, до зали слави ФІБА. Також його обрано до зали слави Нейсміта.

## Драфт
| Pos.    | G        | F       | C         |
| Позиція | Захисник | Форвард | Центровий |

| ^ | Позначає гравців, обраних у Баскетбольну залу слави Нейсміта                                                        |
| * | Позначає гравців, які взяли участь принаймні в одній грі матчу всіх зірок НБА і потрапили до Збірної всіх зірок НБА |
| + | Позначає гравців, які взяли участь принаймні в одній грі матчу всіх зірок НБА                                       |
| # | Позначає гравців, які жодного разу не грали в регулярному сезоні НБА або плей-оф                                    |

| Раунд | Вибір | Гравець          | Поз. | Громадянство | Команда НБА                             | Коледж/Клуб                   |
| ----- | ----- | ---------------- | ---- | ------------ | --------------------------------------- | ----------------------------- |
| 1     | 1     | Боб Леньє^       | C    | США          | Детройт Пістонс                         | Сейнт-Бонавенче               |
| 1     | 2     | Руді Том'янович+ | F    | США          | Сан-Дієго Рокетс                        | Мічиган                       |
| 1     | 3     | Піт Маравіч^     | G    | США          | Атланта Гокс (від Сан-Франциско)[a]     | Луїзіана Стейт                |
| 1     | 4     | Дейв Коуенс^     | F/C  | США          | Бостон Селтікс                          | Флорида Стейт                 |
| 1     | 5     | Сем Лейсі+       | C    | США          | Цинциннаті Роялз                        | Нью-Мексико Стейт             |
| 1     | 6     | Джим Ард         | F/C  | США          | Сіетл Суперсонікс                       | Цинциннаті                    |
| 1     | 7     | Джон Джонсон+    | F    | США          | Клівленд Кавальєрс                      | Айова                         |
| 1     | 8     | Джефф Пітрі+     | G    | США          | Портленд Трейл-Блейзерс                 | Princeton                     |
| 1     | 9     | Джордж Джонсон   | C    | США          | Балтимор Буллетс (від Баффало)[b]       | Університет Остіна            |
| 1     | 10    | Грег Говард      | F/C  | США          | Фінікс Санз                             | Brill Cagliari (Італія)       |
| 1     | 11    | Джиммі Коллінс   | G    | США          | Чикаго Буллз                            | Нью-Мексико Стейт             |
| 1     | 12    | Ел Генрі         | C    | США          | Філадельфія Севенті-Сіксерс             | Вісконсін                     |
| 1     | 13    | Джим Макмілліан  | F    | США          | Лос-Анджелес Лейкерс                    | Колумбійський університет     |
| 1     | 14    | Джон Валлелі     | G    | США          | Атланта Гокс                            | УКЛА                          |
| 1     | 15    | Джон Гаммер      | F/C  | США          | Баффало Брейвз (від Baltimore)[b]       | Принстон                      |
| 1     | 16    | Гарі Фрімен      | F    | США          | Мілвокі Бакс                            | Орегон Стейт                  |
| 1     | 17    | Майк Прайс       | G    | США          | Нью-Йорк Нікс                           | Іллінойс                      |
| 2     | 18    | Келвін Мерфі^    | G    | США          | Сан-Дієго Рокетс                        | Ніагара                       |
| 2     | 19    | Нейт Арчібальд^  | G    | США          | Цинциннаті Роялз (від Сан-Франциско)[c] | Техас Ель-Пасо                |
| 2     | 20    | Джейк Форд       | G    | США          | Сіетл Суперсонікс (від Детройт)[d]      | Меріленд Стейт                |
| 2     | 21    | Рекс Морган      | G    | США          | Бостон Селтікс                          | Джексонвілл                   |
| 2     | 22    | Даг Кук#         | F    | США          | Цинциннаті Роялз                        | Девідсон                      |
| 2     | 23    | Піт Кросс        | F/C  | США          | Сіетл Суперсонікс                       | Сан-Франциско                 |
| 2     | 24    | Корнелл Ворнер   | F/C  | США          | Баффало Брейвз                          | Джексон Стейт                 |
| 2     | 25    | Волт Гілмор      | F    | США          | Портленд Трейл-Блейзерс                 | Форт-Веллей Стейт             |
| 2     | 26    | Дейв Соренсон    | F    | США          | Клівленд Кавальєрс                      | Огайо Стейт                   |
| 2     | 27    | Фред Тейлор      | G/F  | США          | Фінікс Санз                             | Пан-Американський університет |
| 2     | 28    | Пол Раффнер      | F/C  | США          | Чикаго Буллз                            | Браєм Янг                     |
| 2     | 29    | Джо Депре#       | G    | США          | Фінікс Санз (від Філадельфія)[e]        | Сент Джонс                    |
| 2     | 30    | Ерні Кіллам      | G    | США          | Лос-Анджелес Лейкерс                    | Стетсон                       |
| 2     | 31    | Ден Гестер#      | F    | США          | Атланта Гокс                            | Луїзіана Стейт                |
| 2     | 32    | Кен Варзинскі#   | F    | США          | Детройт Пістонс (від Балтимор)[f]       | Де Пол                        |
| 2     | 33    | Білл Зопф        | G    | США          | Мілвокі Бакс                            | Дюкейн                        |
| 2     | 34    | Гауі Райт#       | G    | США          | Нью-Йорк Нікс                           | Остін Пії                     |

## Інші вибори
Цих гравців на драфті НБА 1985 вибрали після другого раунду, але вони зіграли в НБА принаймні одну гру.
| Раунд | Вибір | Гравець           | Поз. | Громадянство | Команда НБА                       | Коледж/Клуб                   |
| ----- | ----- | ----------------- | ---- | ------------ | --------------------------------- | ----------------------------- |
| 3     | 35    | Кертіс Перрі      | F    | США          | Сан-Дієго Роектс                  | Південно-західний Міссурі     |
| 3     | 38    | Віллі Вільямс     | F    | США          | Бостон Селтікс                    | Флорида Стейт                 |
| 3     | 39    | Грег Гайдер       | F    | США          | Цинциннаті Роялз                  | Східний Нью-Мехіко            |
| 3     | 40    | Гар Герд          | F    | США          | Сіетл Суперсонікс                 | Оклахома                      |
| 3     | 46    | Денніс Отрі       | C    | США          | Філадельфія Севенті-Сіксерс       | Санта-Клара                   |
| 3     | 50    | Марв Вінклер      | G    | США          | Мілвокі Бакс                      | Південно-Західна Луїзіана     |
| 4     | 53    | Ральф Огден       | F    | США          | Сан-Франциско Ворріорс            | Санта-Клара                   |
| 4     | 54    | Білл Стрікер      | F    | США          | Балтимор Буллетс (від Детройт)[f] | Пасіфік                       |
| 4     | 64    | Ларрі Майкан      | F    | США          | Лос-Анджелес Лейкерс              | Міннесота                     |
| 5     | 70    | Леві Фонтейн      | G    | США          | Сан-Франциско Ворріорс            | Меріленд Стейт                |
| 5     | 76    | Рон Найт          | F    | США          | Портленд Трейл-Блейзерс           | Кал Стейт - Лос-Анджелес      |
| 5     | 79    | Джордж Т. Джонсон | F/C  | США          | Чикаго Буллз                      | Діллард                       |
| 5     | 82    | Боб Райлі         | F    | США          | Атланта Гокс                      | Mount St. Mary's              |
| 5     | 83    | Гарі Зеллер       | G    | США          | Балтимор Буллетс                  | Дрейк                         |
| 6     | 87    | Вік Бартоломі     | C    | США          | Сан-Франциско Ворріорс            | Орегон Стейт                  |
| 6     | 94    | Джо Кук           | G    | США          | Клівленд Кавальєрс                | Індіана                       |
| 6     | 95    | Джо Томас         | F    | США          | Фінікс Санз                       | Маркетт                       |
| 7     | 103   | Біллі Полц        | F/C  | США          | Сан-Дієго Рокетс                  | Сент Джонс                    |
| 7     | 106   | Чарлі Скотт+      | G/F  | США          | Бостон Селтікс                    | Північна Кароліна             |
| 7     | 110   | Клод Інгліш       | F    | США          | Портленд Трейл-Блейзерс           | Род Айленд                    |
| 8     | 120   | Дон Адамс         | F    | США          | Сан-Дієго Рокетс                  | Нортвестерн                   |
| 8     | 122   | Ден Іссел^        | F/C  | США          | Детройт Пістонс                   | Кентуккі                      |
| 8     | 129   | Стів Паттерсон    | C    | США          | Фінікс Санз                       | УКЛА                          |
| 8     | 133   | Герб Вайт         | G    | США          | Атланта Гокс                      | Джорджия                      |
| 8     | 136   | Грег Філлмор      | C    | США          | Нью-Йорк Нікс                     | Чейні Стейт                   |
| 10    | 155   | Кобі Дітрік       | F/C  | США          | Сан-Франциско Ворріорс            | Сан-Хосе Стейт                |
| 10    | 167   | Мануель Рага#     | F/C  | Мексика      | Атланта Гокс                      | Pallacanestro Varese (Італія) |
| 11    | 182   | Діно Менегін#     | F    | Італія       | Атланта Гокс                      | Pallacanestro Varese (Італія) |
| 14    | 205   | Ренді Сміт*       | G/F  | США          | Детройт Пістонс                   | Баффало Стейт                 |
| 16    | 224   | Гарві Марлетт     | G    | США          | Детройт Пістонс                   | Істерн Мічиган                |

## Обміни
- a  2 лютого 1970, Атланта Гокс придбав пік першого раунду та майбутню компенсацію (Гокс придбали Клайда Лі 4 жовтня 1974) від Сан-Франциско Ворріорс в обмін на Зелмо Біті.[27][28] Гокс використали цей драфт-пік, щоб вибрати Піта Маравіча.
- b 1 2  У день драфту Балтимор Буллетс придбали пік першого раунду Баффало Брейвз в обмін на Майка Девіса та пік першого раунду Буллетс.[29][30] Буллетс використали цей драфт-пік, щоб вибрати Джорджа Джонсона, Брйвз використали пік, щоб вибрати Джона Гаммера.
- c  25 грудня 1969, Цинциннаті Роялз придбали пік другого раунду від Сан-Франциско Ворріорс в обмін на Едріана Сміта.[28][31] Роялс використали цей драфт-пік, щоб вибрати Нейта Арчібальда.
- d  1 листопада 1969, Сіетл Суперсонікс придбали драфт-пік другого раунду від Детройт Пістонс в обмін на Ервіна Мюллера.[32][33] Сонікс використали цей драфт-пік, щоб вибрати Джейка Форда.
- e  13 вересня 1969, Фінікс Санз придбали драфт-пік другого раунду від Філадельфія Севенті-Сіксерс в обмін на Білла Мелкіонні.[34] Санз використали цей драфт-пік, щоб вибрати Джо Депре.
- f 1 2  1 лютого 1970, Детройт Пістонс придбали Боба Квіка і драфт-пік другого раунду від Буллетс в обмін на Едді Майлза і драфт-пік четвертого раунду.[33][35] Пістонс використали цей драфт-пік, щоб вибрати Кена Варзинскі. Буллетс використали цей пік, щоб вибрати Білла Стрікера.